# Mistrovství světa v házené žen 2011
20. mistrovství světa  v házené proběhlo ve dnech 2.–18. prosince v Brazílii. Mistrovství se zúčastnilo 24 družstev, rozdělených do čtyř šestičlenných skupin. První čtyři týmy postoupily do play off (osmifinále). Mistrem světa se stalo družstvo Norska.

## Výsledky a tabulky

### Základní skupiny

#### Skupina A
|    |            | NOR   | MNG   | ANG   | ISL   | GER   | CHN   | V | R | P | Skóre   | B |
| 1. | Norsko     | ***   | 28:27 | 26:20 | 27:14 | 28:31 | 43:16 | 4 | 0 | 1 | 152:108 | 8 |
| 2. | Černá Hora | 27:28 | ***   | 28:26 | 21:22 | 25:24 | 42:15 | 3 | 0 | 2 | 143:115 | 6 |
| 3. | Angola     | 20:26 | 26:28 | ***   | 28:24 | 25:22 | 30:29 | 3 | 0 | 2 | 129:129 | 6 |
| 4. | Island     | 14:27 | 22:21 | 24:28 | ***   | 26:20 | 23:16 | 3 | 0 | 2 | 109:112 | 6 |
| 5. | Německo    | 31:28 | 24:25 | 22:25 | 20:26 | ***   | 23:22 | 2 | 0 | 3 | 120:126 | 4 |
| 6. | Čína       | 16:43 | 15:42 | 29:30 | 16:23 | 22:23 | ***   | 0 | 0 | 5 | 98:161  | 0 |

 Černá Hora –  Island 21:22 (10:11)
3. prosince 2011 (15:00) – Santos (Arena Santos)

Rozhodčí: Menezes, Pinto (BRA)
 Norsko –  Německo 28:31 (14:13)
3. prosince 2011 (17:15) – Santos (Arena Santos)

Rozhodčí: Gubica, Milošević (CRO)
 Angola –  Čína 30:29 (10:12)
3. prosince 2011 (19:30) – Santos (Arena Santos)

Rozhodčí: Kliko, Johansson (SWE)
 Německo –  Černá Hora 24:25 (10:12)
4. prosince 2011 (14:30) – Santos (Arena Santos)

Rozhodčí: Kliko, Johansson (SWE)
 Čína –  Norsko 16:43 (7:20)
4. prosince 2011 (17:15) - Santos (Arena Santos)

Rozhodčí: Charlotte Bonaventura, Julie Bonaventura (FRA)
 Island –  Angola 24:28 (12:15)
4. prosince 2011 (19:30) – Santos (Arena Santos)

Rozhodčí: Gubica, Milošević (CRO)
 Černá Hora –  Angola 28:26 (14:13)
6. prosince 2011 (15:00) – Santos (Arena Santos)

Rozhodčí: Charlotte Bonaventura, Julie Bonaventura (FRA)
 Norsko –  Island 27:14 (14:7)
6. prosince 2011 (17:15) – Santos (Arena Santos)

Rozhodčí: Kliko, Johansson (SWE)
 Německo –  Čína 23:22 (7:12)
6. prosince 2011 (19:30) – Santos (Arena Santos)

Rozhodčí: Menezes, Pinto (BRA)
 Černá Hora –  Čína 42:15 (19:7)
7. prosince 2011 (15:00) – Santos (Arena Santos)

Rozhodčí: Gubica, Milošević (CRO)
 Angola –  Norsko 20:26 (10:16)
7. prosince 2011 (17:15) – Santos (Arena Santos)

Rozhodčí: Menezes, Pinto (BRA)
 Island –  Německo 26:20 (13:12)
7. prosince 2011 (19:30) – Santos (Arena Santos)

Rozhodčí: Charlotte Bonaventura, Julie Bonaventura (FRA)
 Angola –  Německo 25:22 (14:10)
9. prosince 2011 (15:00) – Santos (Arena Santos)

Rozhodčí: Gubica, Milošević (CRO)
 Norsko –  Černá Hora 28:27 (15:11)
9. prosince 2011 (17:15) – Santos (Arena Santos)

Rozhodčí: Charlotte Bonaventura, Julie Bonaventura (FRA)
 Čína –  Island 15:23 (9:12)
9. prosince 2011 (19:30) – Santos (Arena Santos)

Rozhodčí: Kliko, Johansson (SWE)

#### Skupina B
|    |            | RUS   | ESP   | KOR   | NED   | KAZ   | AUS   | V | R | P | Skóre   | B  |
| 1. | Rusko      | ***   | 28:22 | 39:24 | 35:26 | 34:19 | 45:8  | 5 | 0 | 0 | 181:99  | 10 |
| 2. | Španělsko  | 22:28 | ***   | 29:26 | 34:27 | 27:18 | 39:9  | 4 | 0 | 1 | 151:108 | 8  |
| 3. | Korea      | 24:39 | 26:29 | ***   | 38:26 | 31:19 | 45:11 | 3 | 0 | 2 | 164:124 | 6  |
| 4. | Nizozemsko | 26:35 | 27:34 | 26:38 | ***   | 32:20 | 53:15 | 2 | 0 | 3 | 164:142 | 4  |
| 5. | Kazachstán | 19:34 | 18:27 | 19:31 | 20:32 | ***   | 37:9  | 1 | 0 | 4 | 113:133 | 2  |
| 6. | Austrálie  | 8:45  | 9:39  | 11:45 | 15:53 | 9:37  | ***   | 0 | 0 | 5 | 52:219  | 0  |

 Kazachstán –  Austrálie 37:9 (20:6)
3. prosince 2011 (15:45) – Barueri (Ginásio José Corrêa)

Rozhodčí: Abid, Chaouch (TUN)
 Rusko –  Korejská republika 39:24 (19:13)
3. prosince 2011 (18:00) – Barueri (Ginásio José Corrêa)

Rozhodčí: Gjeding, Hansen (DEN)
 Nizozemsko –  Španělsko 27:34 (15:18)
3. prosince 2011 (20:15) – Barueri (Ginásio José Corrêa)

Rozhodčí: Coulibaly, Diabate (CIV)
 Korejská republika –  Kazachstán 31:19 (16:4)
4. prosince 2011 (15:45) – Barueri (Ginásio José Corrêa)

Rozhodčí: Coulibaly, Diabate (CIV)
 Španělsko –  Rusko 22:28 (9:14)
4. prosince 2011 (18:00) – Barueri (Ginásio José Corrêa)

Rozhodčí: Marina, Minore (ARG)
 Austrálie –  Nizozemsko 15:53 (6:27)
4. prosince 2011 (20:15) – Barueri (Ginásio José Corrêa)

Rozhodčí: Gjeding, Hansen (DEN)
 Rusko –  Austrálie 45:8 (21:4)
6. prosince 2011 (15:45) – Barueri (Ginásio José Corrêa)

Rozhodčí: Coulibaly, Diabate (CIV)
 Kazachstán –  Nizozemsko 20:32 (8:18)
6. prosince 2011 (18:00) – Barueri (Ginásio José Corrêa)

Rozhodčí: Marina, Minore (ARG)
 Korejská republika –  Španělsko 26:29 (12:13)
6. prosince 2011 (20:15) – Barueri (Ginásio José Corrêa)

Rozhodčí: Gjeding, Hansen (DEN)
 Nizozemsko –  Rusko 26:35 (10:18)
7. prosince 2011 (15:45) – Barueri (Ginásio José Corrêa)

Rozhodčí: Gjeding, Hansen (DEN)
 Kazachstán –  Španělsko 18:27 (8:11)
7. prosince 2011 (18:00) – Barueri (Ginásio José Corrêa)

Rozhodčí: Coulibaly, Diabate (CIV)
 Austrálie –  Korejská republika 11:45 (3:24)
7. prosince 2011 (20:15) – Barueri (Ginásio José Corrêa)

Rozhodčí: Abid, Chaouch (TUN)
 Španělsko –  Austrálie 39:9 (18:5)
9. prosince 2011 (15:45) – Barueri (Ginásio José Corrêa)

Rozhodčí: Coulibaly, Diabate (CIV)
 Nizozemsko –  Korejská republika 26:38 (10:18)
9. prosince 2011 (18:00) – Barueri (Ginásio José Corrêa)

Rozhodčí: Marina, Minore (ARG)
 Rusko –  Kazachstán 34:19 (13:13)
9. prosince 2011 (20:15) – Barueri (Ginásio José Corrêa)

Rozhodčí: Abid, Chaouch (TUN)

#### Skupina C
|    |          | BRA   | FRA   | ROM   | JPN   | TUN   | CUB   | V | R | P | Skóre   | B  |
| 1. | Brazílie | ***   | 26:22 | 33:28 | 32:24 | 34:33 | 37:21 | 5 | 0 | 0 | 162:128 | 10 |
| 2. | Francie  | 22:26 | ***   | 39:20 | 41:22 | 25:17 | 38:18 | 4 | 0 | 1 | 165:103 | 8  |
| 3. | Rumunsko | 28:33 | 20:39 | ***   | 28:28 | 30:28 | 33:27 | 2 | 1 | 2 | 139:155 | 5  |
| 4. | Japonsko | 24:32 | 22:41 | 28:28 | ***   | 32:31 | 32:24 | 2 | 1 | 2 | 138:156 | 5  |
| 5. | Tunisko  | 33:34 | 17:25 | 28:30 | 31:32 | ***   | 32:29 | 1 | 0 | 4 | 141:150 | 2  |
| 6. | Kuba     | 21:37 | 18:38 | 27:33 | 24:32 | 29:32 | ***   | 0 | 0 | 5 | 119:172 | 0  |

 Brazílie –  Kuba 37:21 (17:11)
2. prosince 2011 (21:00) – São Paulo (Ginásio do Ibirapuera)

Rozhodčí: Arntsen, Gullaksen (NOR)
 Rumunsko –  Tunisko 30:28 (14:15)
3. prosince 2011 (15:00) – São Paulo (Ginásio do Ibirapuera)

Rozhodčí: Al Suwaidi, Bamatraf (QAT)
 Francie –  Japonsko 41:22 (18:13)
3. prosince 2011 (17:15) – São Paulo (Ginásio do Ibirapuera)

Rozhodčí: Cohen, Peretz (ISR)
 Kuba –  Rumunsko 27:33 (14:20)
5. prosince 2011 (15:00) – São Paulo (Ginásio do Ibirapuera)

Rozhodčí: Liu Fengjuan, Liu Shuyong (CHN)
 Tunisko –  Francie 17:25 (9:12)
5. prosince 2011 (17:15) – São Paulo (Ginásio do Ibirapuera)

Rozhodčí: García, Marin (ESP)
 Japonsko –  Brazílie 24:32 (12:16)
5. prosince 2011 (19:45) – São Paulo (Ginásio do Ibirapuera)

Rozhodčí: Gatelis, Mazeika (LTU)
 Tunisko –  Kuba 32:29 (18:11)
6. prosince 2011 (15:00) – São Paulo (Ginásio do Ibirapuera)

Rozhodčí: Arntsen, Gullaksen (NOR)
 Rumunsko –  Japonsko 28:28 (13:12)
6. prosince 2011 (17:15) – São Paulo (Ginásio do Ibirapuera)

Rozhodčí: García, Marin (ESP)
 Francie –  Brazílie 22:26 (17:10)
6. prosince 2011 (19:45) – São Paulo (Ginásio do Ibirapuera)

Rozhodčí: Al Suwaidi, Bamatraf (QAT)
 Japonsko –  Tunisko 32:31 (16:16)
8. prosince 2011 (15:00) – São Paulo (Ginásio do Ibirapuera)

Rozhodčí: Gatelis, Mazeika (LTU)
 Francie –  Kuba 38:18 (17:8)
8. prosince 2011 (17:15) – São Paulo (Ginásio do Ibirapuera)

Rozhodčí: Hizaki, Ikebuchi (JPN)
 Brazílie –  Rumunsko 33:28 (14:11)
8. prosince 2011 (19:45) – São Paulo (Ginásio do Ibirapuera)

Rozhodčí: Cohen, Peretz (ISR)
 Kuba –  Japonsko 24:32 (9:16)
9. prosince 2011 (15:00) – São Paulo (Ginásio do Ibirapuera)

Rozhodčí: Liu Fengjuan, Liu Shuyong (CHN)
 Rumunsko –  Francie 20:39 (12:20)
9. prosince 2011 (17:15) – São Paulo (Ginásio do Ibirapuera)

Rozhodčí: García, Marin (ESP)
 Brazílie –  Tunisko 34:33 (16:20)
9. prosince 2011 (19:45) – São Paulo (Ginásio do Ibirapuera)

Rozhodčí: Al Suwaidi, Bamatraf (QAT)

#### Skupina D
|    |               | DEN   | CRO   | SWE   | CDI   | URU   | ARG   | V | R | P | Skóre   | B  |
| 1. | Dánsko        | ***   | 23:19 | 20:19 | 38:17 | 36:10 | 31:13 | 5 | 0 | 0 | 148:78  | 10 |
| 2. | Chorvatsko    | 19:23 | ***   | 27:26 | 36:20 | 45:15 | 23:18 | 4 | 0 | 1 | 150:112 | 8  |
| 3. | Švédsko       | 19:20 | 26:27 | ***   | 28:25 | 31:14 | 37:11 | 3 | 0 | 2 | 141:97  | 6  |
| 4. | Côte d'Ivoire | 17:38 | 20:36 | 25:28 | ***   | 31:24 | 25:19 | 2 | 0 | 3 | 118:145 | 4  |
| 5. | Uruguay       | 10:36 | 15:45 | 14:31 | 24:31 | ***   | 19:16 | 1 | 0 | 4 | 82:159  | 2  |
| 6. | Argentina     | 13:31 | 18:23 | 11:37 | 19:25 | 16:19 | ***   | 0 | 0 | 5 | 77:135  | 0  |

 Švédsko –  Argentina 37:11 (19:7)
3. prosince 2011 (13:00) – São Bernardo do Campo (Ginásio Adib Moyses Dib)

Rozhodčí: Hizaki, Ikebuchi (JPN)
 Dánsko –  Uruguay 36:10 (20:6)
3. prosince 2011 (15:15) – São Bernardo do Campo (Ginásio Adib Moyses Dib)

Rozhodčí: Liu Fengjuan, Liu Shuyong (CHN)
 Chorvatsko –  Côte d'Ivoire 36:20 (20:10)
3. prosince 2011 (17:30) – São Bernardo do Campo (Ginásio Adib Moyses Dib)

Rozhodčí: Gatelis, Mazeika (LTU)
 Côte d'Ivoire –  Švédsko 25:28 (14:15)
5. prosince 2011 (15:15) – São Bernardo do Campo (Ginásio Adib Moyses Dib)

Rozhodčí: Al Suwaidi, Bamatraf (QAT)
 Argentina –  Dánsko 13:31 (5:18)
5. prosince 2011 (17:45) – São Bernardo do Campo (Ginásio Adib Moyses Dib)

Rozhodčí: Arntsen, Gullaksen (NOR)
 Uruguay –  Chorvatsko 15:45 (9:21)
5. prosince 2011 (20:00) – São Bernardo do Campo (Ginásio Adib Moyses Dib)

Rozhodčí: Hizaki, Ikebuchi (JPN)
 Švédsko –  Uruguay 31:14 (13:7)
6. prosince 2011 (15:15) – São Bernardo do Campo (Ginásio Adib Moyses Dib)

Rozhodčí: Hizaki, Ikebuchi (JPN)
 Dánsko –  Chorvatsko 23:19 (10:8)
6. prosince 2011 (17:45) – São Bernardo do Campo (Ginásio Adib Moyses Dib)

Rozhodčí: Gatelis, Mazeika (LTU)
 Argentina –  Côte d'Ivoire 19:25 (8:14)
6. prosince 2011 (20:00) – São Bernardo do Campo (Ginásio Adib Moyses Dib)

Rozhodčí: Cohen, Peretz (ISR)
 Chorvatsko –  Švédsko 27:26 (14:12)
8. prosince 2011 (15:00) – São Bernardo do Campo (Ginásio Adib Moyses Dib)

Rozhodčí: García, Marin (ESP)
 Dánsko –  Côte d'Ivoire 38:17 (22:7)
8. prosince 2011 (17:15) – São Bernardo do Campo (Ginásio Adib Moyses Dib)

Rozhodčí: Arntsen, Gullaksen (NOR)
 Uruguay –  Argentina 19:16 (11:11)
8. prosince 2011 (19:30) – São Bernardo do Campo (Ginásio Adib Moyses Dib)

Rozhodčí: Liu Fengjuan, Liu Shuyong (CHN)
 Côte d'Ivoire –  Uruguay 31:24 (12:12)
9. prosince 2011 (15:00) – São Bernardo do Campo (Ginásio Adib Moyses Dib)

Rozhodčí: Hizaki, Ikebuchi (JPN)
 Švédsko –  Dánsko 19:20 (8:9)
9. prosince 2011 (17:15) – São Bernardo do Campo (Ginásio Adib Moyses Dib)

Rozhodčí: Gatelis, Mazeika (LTU)
 Chorvatsko –  Argentina 23:18 (9:11)
9. prosince 2011 (19:30) – São Bernardo do Campo (Ginásio Adib Moyses Dib)

Rozhodčí: Cohen, Peretz (ISR)

### Osmifinále
Korejská republika –  Angola 29:30 (13:13)
11. prosinec 2011 (14:30) – Arena Santos, Santos

Rozhodčí: Bonaventura, Bonaventura (FRA)
 Rusko –  Island 30:19 (15:12)
11. prosinec 2011 (14:30) – Ginásio José Corrêa, Barueri

Rozhodčí: Marina, Minore (ARG)
 Norsko –  Nizozemsko 34:22 (15:11)
11. prosinec 2011 (17:15) – Arena Santos, Santos

Rozhodčí: Menezes, Pinto (BRA)
 Černá Hora –  Španělsko 19:23 (9:11)
11. prosinec 2011 (17:15) – Ginásio José Corrêa, Barueri

Rozhodčí: Gjeding, Hansen (DEN)
 Švédsko –  Francie 23:26 (15–12)
12. prosinec 2011 (14:30) – Ginásio do Ibirapuera, São Paulo

Rozhodčí: Gubica, Milošević (CRO)
 Rumunsko –  Chorvatsko 27:28 (18:15)
12. prosinec 2011 14:30 – Ginásio Adib Moyses Dib, São Bernardo do Campo

Rozhodčí: Kliko, Johansson (SWE)
 Dánsko –  Japonsko 23:22pp (9:11)
12. prosinec 2011 (17:15) – Ginásio Adib Moyses Dib, São Bernardo do Campo

Rozhodčí: Cohen, Peretz (ISR)
 Brazílie –  Côte d'Ivoire 35:22 (15:8)
12. prosinec 2011 (20:00) – Ginásio do Ibirapuera, São Paulo

Rozhodčí: Hizaki, Ikebuchi (JPN)

### Čtvrtfinále
Rusko –  Francie 23:25 (12:13)
14. prosinec 2011 (11:45) – Ginásio do Ibirapuera, São Paulo

Rozhodčí: García, Marin (ESP)
 Angola –  Dánsko 23:28 (11:15)
14. prosinec 2011 (14:30) – Ginásio do Ibirapuera, São Paulo

Rozhodčí: Gatelis, Mazeika (LTU)
 Chorvatsko –  Norsko 25:30 (12:16)
14. prosinec 2011 (17:15) – Ginásio do Ibirapuera, São Paulo

Rozhodčí: Al Suwaidi, Bumatraf (QAT)
 Španělsko –  Brazílie 27:26 (19:17)
14. prosinec 2011 (20:00) – Ginásio do Ibirapuera, São Paulo

Rozhodčí: Gjeding, Hansen (DEN)

### Semifinále
Francie –  Dánsko 28:23 (14:12)
16. prosinec 2011 (17:15) – Ginásio do Ibirapuera, São Paulo

Rozhodčí: Gubica, Milošević (CRO)
 Norsko –  Španělsko 30:22 (16:9)
16. prosinec 2011 (20:00) – Ginásio do Ibirapuera, São Paulo

Rozhodčí: Gatelis, Mazeika (LTU)

### Finále
Francie –  Norsko 24:32 (13:19)
18. prosinec 2011 (17:15) – Ginásio do Ibirapuera, São Paulo

Rozhodčí: Gubica, Milošević (CRO)

### O 3. místo
Dánsko –  Španělsko 18:24 (9:9)
18. prosinec 2011 (14:30) – Ginásio do Ibirapuera, São Paulo

Rozhodčí: Cohen, Peretz (ISR)

### O 5.–8. místo
Rusko –  Angola 41:31 (17:18)
16. prosinec 2011 (11:45) – Ginásio do Ibirapuera, São Paulo

Rozhodčí: Coulibaly, Diabate (CIV)
 Chorvatsko –  Brazílie 31:32 (15:14)
16. prosinec 2011 (14:30) – Ginásio do Ibirapuera, São Paulo

Rozhodčí: Kliko, Johansson (SWE)

### O 5. místo
Rusko –  Brazílie 20:36 (11:18)
18. prosinec 2011 (9:00) – Ginásio do Ibirapuera, São Paulo

Rozhodčí: Bonaventura, Bonaventura (FRA)

### O 7. místo
Angola -  Chorvatsko 29:32 (12:14)
18. prosinec 2011 (11:45) – Ginásio do Ibirapuera, São Paulo

Rozhodčí: Arntsen, Gullaksen (NOR)

## Prezidentský pohár

### O 17.–20. místo
Německo –  Kazachstán 37:14 (15:6)
11. prosinec 2011 (11:45) – Ginásio do Ibirapuera, São Paulo

Rozhodčí: Arntsen, Gullaksen (NOR)
 Tunisko –  Uruguay 34:17 (14:10)
11. prosinec 2011 (14:30) – Ginásio do Ibirapuera, São Paulo

Rozhodčí: García, Marin (ESP)

### O 17. místo
Německo –  Tunisko 33:25 (16:14)
12. prosinec 2011 (17:15) – Ginásio do Ibirapuera, São Paulo

Rozhodčí: Marina, Minore (ARG)

### O 19. místo
Kazachstán –  Uruguay 31:22 (17:9)
12. prosinec 2011 (11:45) – Ginásio do Ibirapuera, São Paulo

Rozhodčí: Menezes, Pinto (BRA)

### O 21. - 24. místo
Čína –  Austrálie 45:11 (22:4)
11. prosinec 2011 (17:15) – Ginásio do Ibirapuera, São Paulo

Rozhodčí: Hizaki, Ikebuchi (JPN)
 Kuba –  Argentina 25:20 (12:11)
11. prosinec 2011 (19:30) – Ginásio do Ibirapuera, São Paulo

Rozhodčí: Al Suwaidi, Bamatraf (QAT)

### O 21. místo
Čína –  Kuba 30:29 (15:13)
12. prosinec 2011 (20:00) – Ginásio Adib Moyses Dib, São Bernardo do Campo

Rozhodčí: Abid, Chaouch (TUN)

### O 23. místo
Austrálie –  Argentina 12:30 (4:12)
12. prosinec 2011 (11:45) – Ginásio Adib Moyses Dib, São Bernardo do Campo

Rozhodčí: Liu, Liu (CHN)

## Konečné pořadí
| 20.              | Mistrovství světa 2011 | Z | V | R | P | Skóre   | B  |
| Zlatá medaile    | Norsko                 | 9 | 8 | 0 | 1 | 278:200 | 16 |
| Stříbrná medaile | Francie                | 9 | 7 | 0 | 2 | 268:204 | 14 |
| Bronzová medaile | Španělsko              | 9 | 7 | 0 | 2 | 246:201 | 14 |
| 4.               | Dánsko                 | 9 | 7 | 0 | 2 | 240:174 | 14 |
| 5.               | Brazílie               | 9 | 8 | 0 | 1 | 292:228 | 16 |
| 6.               | Rusko                  | 9 | 7 | 0 | 2 | 295:210 | 14 |
| 7.               | Chorvatsko             | 9 | 6 | 0 | 3 | 266:220 | 12 |
| 8.               | Angola                 | 9 | 4 | 0 | 5 | 242:260 | 8  |
| 9.               | Švédsko                | 6 | 3 | 0 | 3 | 164:123 | 6  |
| 10.              | Černá Hora             | 6 | 3 | 0 | 3 | 162:138 | 6  |
| 11.              | Jižní Korea            | 6 | 3 | 0 | 3 | 193:154 | 6  |
| 12.              | Island                 | 6 | 3 | 0 | 3 | 128:142 | 6  |
| 13.              | Rumunsko               | 6 | 2 | 1 | 3 | 166:183 | 5  |
| 14.              | Japonsko               | 6 | 2 | 1 | 3 | 160:179 | 5  |
| 15.              | Nizozemsko             | 6 | 2 | 0 | 4 | 186:176 | 4  |
| 16.              | Pobřeží slonoviny      | 6 | 2 | 0 | 5 | 139:180 | 4  |
| 17.              | Německo                | 7 | 4 | 0 | 3 | 190:165 | 8  |
| 18.              | Tunisko                | 7 | 2 | 0 | 5 | 200:200 | 4  |
| 19.              | Kazachstán             | 7 | 2 | 0 | 5 | 158:192 | 4  |
| 20.              | Uruguay                | 7 | 1 | 0 | 6 | 121:224 | 2  |
| 21.              | Čína                   | 7 | 2 | 0 | 5 | 173:201 | 4  |
| 22.              | Kuba                   | 7 | 1 | 0 | 6 | 173:222 | 2  |
| 23.              | Argentina              | 7 | 1 | 0 | 6 | 127:172 | 2  |
| 24.              | Austrálie              | 7 | 0 | 0 | 7 | 75:294  | 0  |